# Макарівська сільська рада (Попільнянський район)
Макарівська сільська рада — колишня адміністративно-територіальна одиниця та орган місцевого самоврядування у Вчорайшенському (Бровківському), Ружинському і Попільнянському районах Бердичівської округи, Київської й Житомирської областей Української РСР та України з адміністративним центром у c. Макарівка.

## Населені пункти
Сільській раді були підпорядковані населені пункти:
- c. Макарівка

## Населення
Відповідно до перепису населення СРСР, станом на 17 грудня 1926 року, чисельність населення ради становила 2 055 осіб, з них, за статтю: чоловіків — 1 011, жінок — 1 044; етнічний склад: українців — 2 019, росіян — 6, євреїв — 22, інших — 8. Кількість господарств — 429, з них, несільського типу — 11.
Відповідно до результатів перепису населення СРСР, кількість населення ради, станом на 12 січня 1989 року, становила 1 158 осіб.
Станом на 5 грудня 2001 року, відповідно до перепису населення України, кількість мешканців сільської ради становила 1 061 особу.

## Склад ради
Рада складалась з 14 депутатів та голови.

### Керівний склад сільської ради
| ПІБ                        | Основні відомості                                                 | Дата обрання | Дата звільнення |
| -------------------------- | ----------------------------------------------------------------- | ------------ | --------------- |
| Бондарчук Майя Петрівна    | Сільський голова, 1950 року народження, освіта, позапартійна      | 26.03.2006   | 28.10.2006      |
| Криворучко Олег Юрійович   | Сільський голова, 1967 року народження, освіта, безпартійний      | 25.03.2007   | 31.10.2010      |
| Лялюшко Віталій Степанович | Сільський голова, 1980 року народження, освіта вища, безпартійний | 31.10.2010   |                 |

Примітка: таблиця складена за даними джерела

## Історія
Створена 1923 року в с. Макарівка Бровківської волості Сквирського повіту Київської губернії. Станом на 17 грудня 1926 року в підпорядкуванні значився хутір Козаків, який, на 1 жовтня 1941 року, не перебував на обліку населених пунктів.
Станом на 1 вересня 1946 року сільська рада входила до складу Вчорайшенського району Житомирської області, на обліку в раді перебувало с. Макарівка.
На 1 січня 1972 року сільська рада входила до складу Попільнянського району Житомирської області, на обліку в раді перебувало с. Макарівка.
Припинила існування 28 грудня 2016 року через об'єднання до складу Андрушківської сільської територіальної громади Попільнянського району Житомирської області.
Входила до складу Вчорайшенського (Бровківського, 7.03.1923 р., 13.02.1935 р.), Ружинського (5.02.1931 р., 28.11.1957 р.) та Попільнянському (20.03.1959 р.) районів.